# Ciclón Ita
El ciclón Ita fue un ciclón tropical severo, el más fuerte que impactó Queensland, Australia desde el ciclón Yasi tres años antes. El sistema fue identificado por primera vez en las Islas Salomón como una depresión tropical el 1 de abril de 2014, y poco a poco se trasladó hacia el oeste, hasta alcanzar la intensidad de los ciclones, el 5 de abril. El 10 de abril, Ita se intensificó rápidamente en un poderoso sistema de categoría 5 en la escala de Australia, pero se debilitó a un sistema de Categoría 4 en las horas inmediatamente anteriores a tocar tierra al día siguiente. En el momento de tocar tierra en Cabo Flattery el 12 de abril a las 22:00 (UTC+10), la intensidad de Dvorak fue aproximadamente T5.0, en consonancia con la debilidad del sistema de Categoría 4, y considerablemente más bajo que T6.5 se observó cuando el sistema estaba en máxima intensidad. Los meteorólogos señalaron que el sistema había, en ese momento, desarrollado una pared del ojo secundaria que debilita la pared del ojo interior; como resultado, el sistema era considerablemente menos potente que diferentes escalas de intensidad predichas. El impacto de Ita en terreno fue atenuada en consecuencia.
Tras tocar tierra, Ita se debilitó rápidamente. A partir del 12 de abril a las 10:00 (UTC +10), Ita se encontró sobre la tierra con la categoría 1 de intensidad y una presión central de 990 hPa, moviéndose al sur a 11 km/h. Se esperó que el sistema volviera a entrar en el mar del Coral a última hora del 13 de abril y continuará moviéndose al sudeste, antes de la transición a un ciclón extratropical el 14 de abril.
Las estimaciones iniciales colocan daños en Queensland sobre los A$ 1 millones (US$ 936 millones), con las reclamaciones de seguros aún no contadas.

## Historia de meteorología

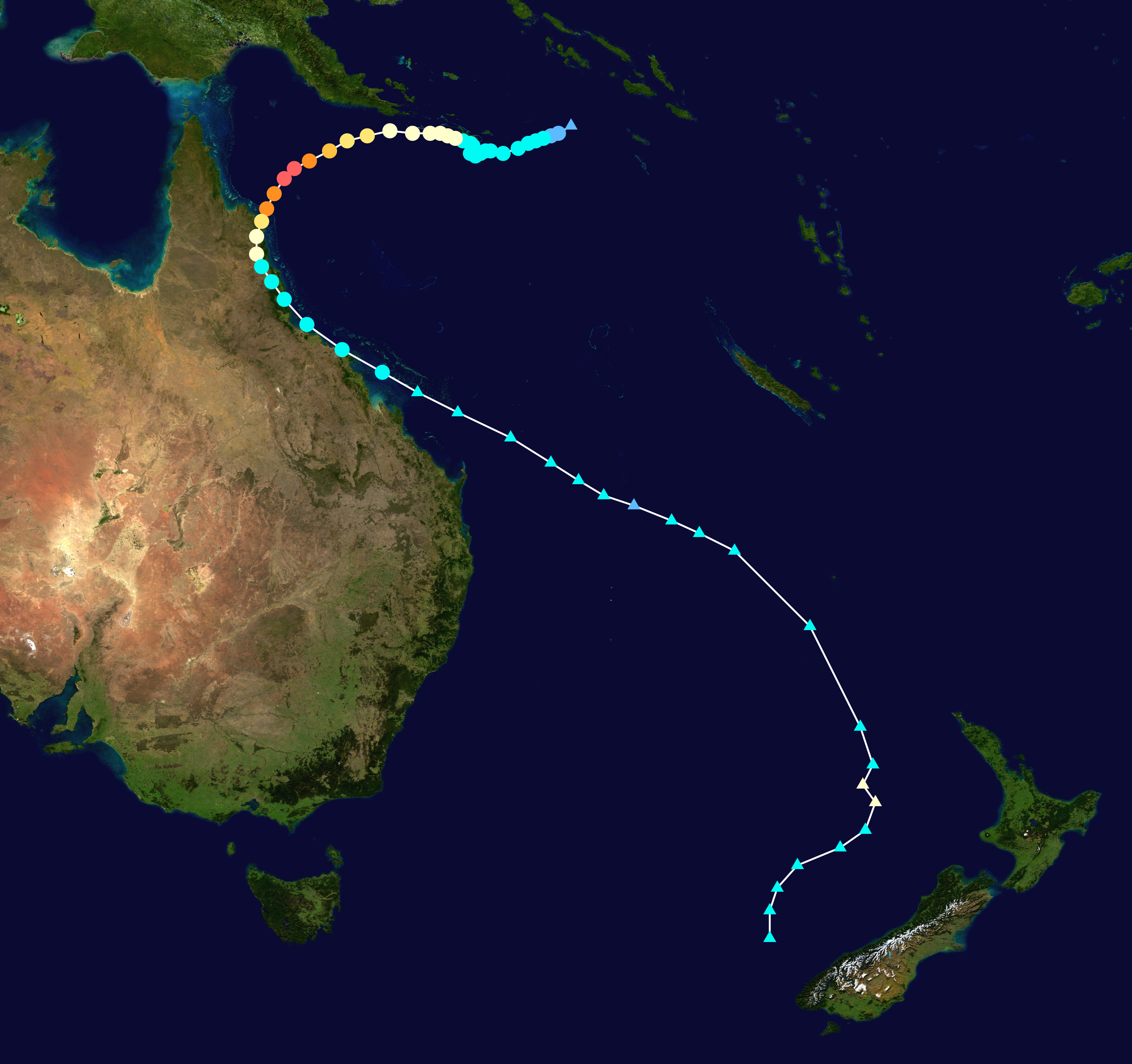
Trayectoria del ciclón Ita, según la escala de huracanes de Saffir-Simpson.

El 1 de abril de 2014, una amplia zona, mal definida de baja presión consolidada en las Islas Salomón. Inicialmente, sólo acompañada por la quema de convección, el sistema se mantuvo en una región de la cizalladura del viento a baja y fuerte salida que promovió el desarrollo gradual. Después de la formación, la Oficina de Meteorología (BOM) oficina en Brisbane supervisó el sistema en su baja tropical. Las características de Anillamiento desarrollado gradualmente y envuelto alrededor de la circulación y la convección profunda se convirtió en persistente por parte el 2 de abril. Un gran centro denso nublado florecido durante la baja anticipada el 3 de abril, provocó que el Centro Conjunto de Advertencia de Tifones (JTWC) emitiera una Alerta de Formación de Ciclón Tropical (TCFA por sus siglas en inglés).

## Retiro de su nombre
Debido a los daños provocados y las muertes en islas Salomón, el nombre de Ita fue retirado y reemplazado por Ivana.